# Michel Guyard
Michel Jean Guyard (* 19. Juni 1936 in Paris; † 23. Juli 2021 in Vannes) war ein französischer Geistlicher und römisch-katholischer Bischof von Le Havre.

## Leben
Michel Guyard empfing 
nach seiner theologischen Ausbildung am Séminaire Saint-Sulpice in Issy-les-Moulineaux am 25. Juni 1965 das Sakrament der Priesterweihe für das Erzbistum Paris. 1994 wurde er zum Generalvikar im Erzbistum Paris berufen.
Papst Johannes Paul II. ernannte ihn am 9. Juli 2003 zum Bischof von Le Havre. Der Erzbischof von Paris, Jean-Marie Kardinal Lustiger, spendete ihm am 12. Oktober desselben Jahres die Bischofsweihe im Sportzentrum der Stadt Le Havre; Mitkonsekratoren waren Joseph Duval, Erzbischof von Rouen, und Michel Saudreau, emeritierter Bischof von Le Havre. Die feierliche Amtseinführung (Inthronisation) fand am 17. Oktober desselben Jahres in der Kathedrale von Le Havre statt.
Am 24. Juni 2011 nahm Papst Benedikt XVI. seinen altersbedingten Rücktritt an. Seinen Ruhestand verbrachte er in Lisieux, wo er an der Basilika Sainte-Thérèse als Seelsorger tätig war.
Michel Guyard starb im Alter von 85 Jahren an den Folgen eines Verkehrsunfalls im Krankenhaus der Stadt Vannes.